# Ottange
Ottange település Franciaországban, Moselle megyében. Lakosainak száma 3012 fő (2022. január 1.). Ottange Audun-le-Tiche, Aumetz, Rochonvillers, Tressange és Volmerange-les-Mines községekkel határos.

## Népesség
A település népességének változása:
| Lakosok száma | 3180 | 2621 | 2482 | 2674 | 2807 | 2924 | 3043 | 3099 | 3127 | 3012 |
|               | 1968 | 1982 | 1990 | 2006 | 2013 | 2015 | 2017 | 2019 | 2020 | 2022 |